# Panthalassa
 (janvier 2018).
Si vous disposez d'ouvrages ou d'articles de référence ou si vous connaissez des sites web de qualité traitant du thème abordé ici, merci de compléter l'article en donnant les références utiles à sa vérifiabilité et en les liant à la section « Notes et références ».

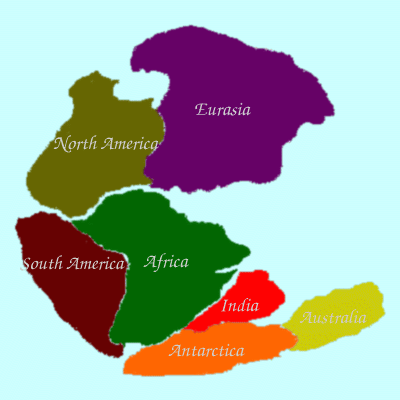
L'océan bleu entourant Pangée est la Panthalassa.

La Panthalassa (du grec ancien πᾶν / pân (« tout ») et θάλασσα / thálassa (« mer »), littéralement toutes les mers) était le vaste océan global qui a entouré la Pangée, supercontinent qui exista à la fin du paléozoïque.
Cet océan était divisé en deux bassins principaux, le bassin Pacifique correspondant à l'actuel océan Pacifique et le bassin paléo-Téthys. Ce dernier forme un coin enfoncé au sud-est de la Pangée. Le déplacement du continent africain a conduit à la fermeture quasi complète de l'océan Téthys, la Méditerranée étant entre autres constituée de ses ultimes vestiges.
La dislocation de la Pangée a par la suite donné naissance aux bassins océaniques modernes (dont l'Atlantique et l'océan Arctique). Cette nouvelle configuration a considérablement modifié la circulation océanique et, de fait, les conditions climatiques globales.

## Formation
La formation de l'océan Panthalassa s'inscrit dans un cycle de fusion-éclatement des grandes masses continentales connu sous le nom de cycle de Wilson.
L'océan Panthalassa débute donc avec l'éclatement du supercontinent Rodinia il y a 900 millions d'années. L'océan global Mirovia entourant Rodinia va peu à peu se réduire alors que s'ouvre le bassin de la Panthalassa.
Entre -650 et -550 millions d'années, il se forme un nouveau supercontinent appelé Pannotia. D'une durée de vie courte, à l'échelle des temps géologiques, il se disloque en quatre masses qui se réunissent à nouveau et forment la Pangée.

La Téthys divise la Pangée en deux supercontinents, la Laurasie et le Gondwana.